# أوليفيا أليسون
أوليفيا أليسون (بالإنجليزية: Olivia Allison)‏ هي سباحة متزامنة بريطانية، ولدت في 13 فبراير 1990 في بليموث في المملكة المتحدة.

## وصلات خارجية
- أوليفيا أليسون على موقع الاتحاد الدولي للسباحة (الإنجليزية)
- أوليفيا أليسون على موقع اللجنة الأولمبية الدولية (الإنجليزية)
- أوليفيا أليسون على موقع أوليمبيديا (الإنجليزية)
- أوليفيا أليسون على موقع اللجنة الأولمبية البريطانية (الإنجليزية)
- أوليفيا أليسون على موقع اتحاد ألعاب الكومنولث (مؤرشف) (الإنجليزية)
- أوليفيا أليسون على موقع اتحاد ألعاب الكومنولث (مؤرشف) (الإنجليزية)